# Manuel Alonso Alcalde
Manuel Alonso Alcalde (Valladolid, 7 de julio de 1919- Madrid, 19 de enero de 1990) fue un poeta, dramaturgo y narrador español.

## Biografía

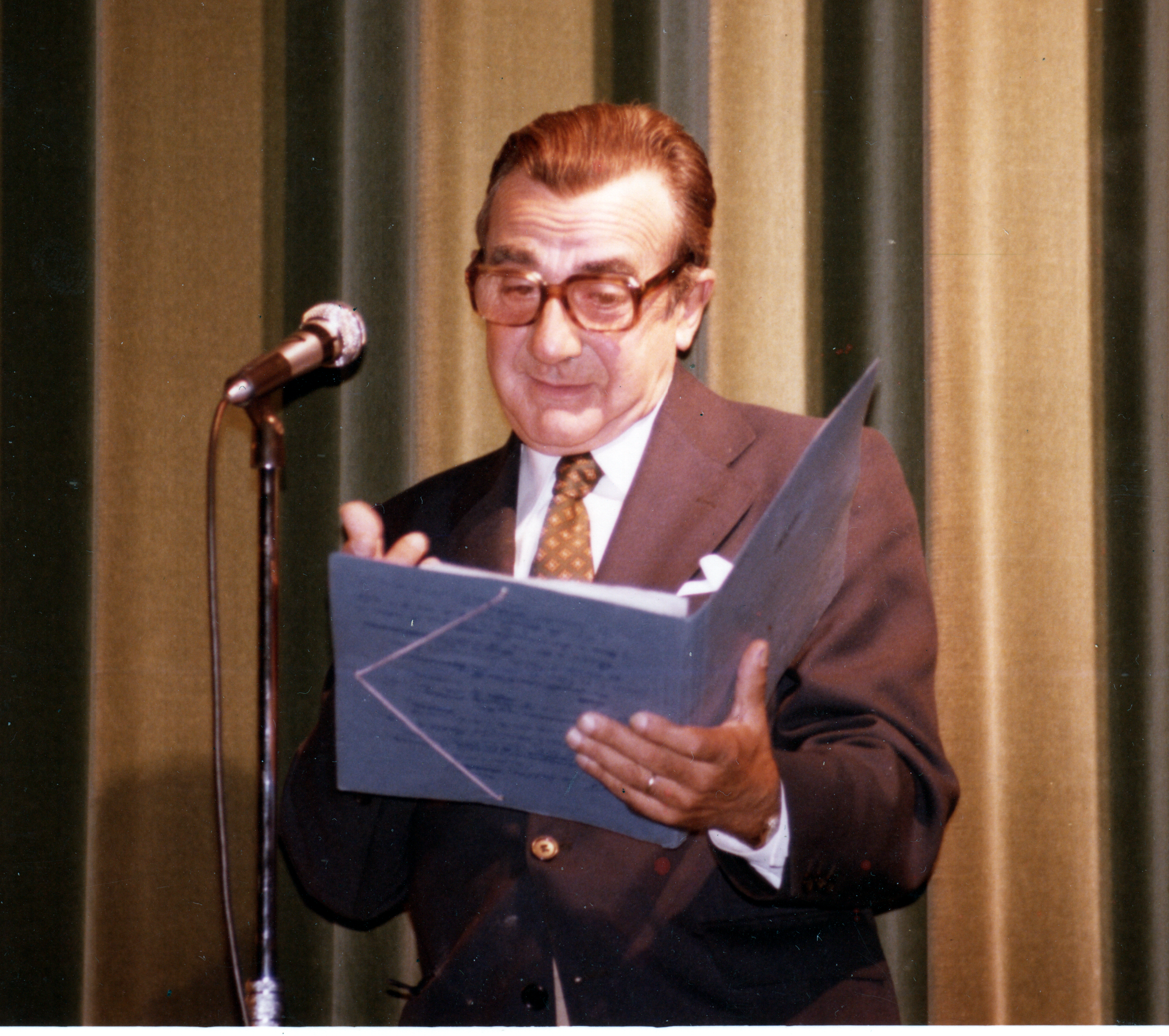
Lectura pública en Teatro de la Plaza de Colón (Madrid, España)

Manuel Alonso Alcalde nació en Valladolid en 1919. Estudió el bachillerato en el Colegio Nuestra Señora de Lourdes de su ciudad natal, donde fue condiscípulo de Miguel Delibes, al que transmitió su gusto por la literatura, como declaró el propio Delibes, haciéndose amigos para toda la vida.
Ya en su época de colegial manifestó su tendencia, no sólo a escribir poesía, sino también cuentos y teatro. Su relación de entonces con los poetas José Suárez Carreño, Gerardo Landrove y Jorge Guillen, quien le puntuó unos primerizos poemas ultraístas, afianzó su vocación.
Al terminar el bachillerato, por invitación de D. Narciso Alonso Cortés, catedrático de Literatura en el Instituto Zorrilla de Valladolid, empezó a colaborar en la revista de poesía de dicho Instituto, Aula, entre cuyos colaboradores estaba el poeta ceutí Luis López Anglada, con el que entabló una duradera amistad.
Siendo estudiante en la Universidad conoció a María Jalón y Pizarro, que se convirtió en la inspiradora de sus poemas amorosos y, en 1949, en su mujer.
Se licenció en Derecho en la Universidad de Valladolid, al mismo tiempo que cursaba estudios de Magisterio, y ganó las oposiciones al Cuerpo Jurídico Militar.
En estos años comenzó a colaborar en el Diario Regional y en El Norte de Castilla y en revistas literarias como Albor, Corcel, Garcilaso, Espadaña, Proel, La Estafeta Literaria y otras. También frecuentó la tertulia del salón rojo del Café Cantábrico, donde unido a los poetas Luis López Anglada y Arcadio Pardo, casi 10 años más joven que ellos, con el consejo de Fernando González y con el apoyo de Miguel Delibes, que poseía carné de periodista, crearon la revista Halcón de poesía , de la que salieron trece números entre 1945 y 1949. También crearon una colección de poesía con el mismo nombre, de la que se ocupó de forma especial el poeta Fernando González, que en palabras de Romero Tobar es «imprescindible para la historia de la lírica moderna».
En 1948 Alonso Alcalde asciende a Capitán Auditor y es destinado a Ceuta. En 1949 se casa con María Jalón y el matrimonio se instala en la “Perla del Mediterráneo”. La nueva ciudad le deslumbra por su paisaje, su clima, su historia y los mitos de Calipso, Ulises, o Hércules situados en ella. Aquí conocerá distintos ambientes (el contrabando, el juego, la vida de las localidades del norte de África) y se entregará a actividades como la pesca, los deportes al aire libre o la pintura, que le servirán de inspiración para sus obras. 
Ejerció como Juez Municipal durante 5 años, y, posteriormente fue nombrado Asesor Cultural de la Delegación Provincial de Ceuta, cargos que le hicieron conocer de forma especial la vida de la ciudad . En Ceuta seguirá cultivando la poesía, pero se centrará sobre todo en la narrativa y el teatro.
En 1969, se traslada a Madrid con motivo de su ascenso a Teniente Coronel Auditor y en la capital sigue con su actividad literaria y con colaboraciones en distintos periódicos, que había iniciado cuando vivía en Valladolid. Obtiene el título de periodista en 1973 y frecuenta una tertulia del Café Gijón, donde compartía mesa con Gerardo Diego, García Nieto y Romero Tobar, entre otros.
En 1981 asciende a General Auditor y en 1985 sufre una operación a corazón abierto donde le practican cuatro “by-pass”. Como consecuencia de los problemas cardiacos que arrastraba desde su juventud, fallece el 19 de enero de 1990. En los meses siguientes se sucedieron los homenajes en su memoria en las tres ciudades donde vivió.

## Producción literaria
Su obra abarca todos los géneros. En poesía, cada uno de sus destinos marcó diferencias muy visibles en su forma de cultivarla:
La etapa vallisoletana se caracteriza por el intimismo, centrado en sus sentimientos de amor, de soledad, de religiosidad o en el paisaje de Castilla representado de forma esquemática y a veces simbólica. Aparte de los poemas aislados publicados en antologías y revistas, los poemarios de esta época son Los mineros celestiales (1941), la serie «Presencia de las cosas» aparecida en la revista Halcón entre 1945 (n.os 2,3,4) y 1946 (n.os 5 y 6) y Hoguera viva (1948) .
 En la etapa ceutí predomina una poesía humanista y religiosa, o bien dedicada a lugares, especialmente a Ceuta. Las obras de estos años son Ceuta del mar (1960), Antología íntima  (1964) y Encuentro (1965), que el poeta Rafael Guillén consideraba «el libro de poesía religiosa más importante aparecido en la postguerra».
Los poemas escritos en Madrid expresan su preocupación por la evolución de sus problemas de salud, su consuelo en la religión, y la nostalgia de los lugares donde fue feliz en el pasado, especialmente los Pirineos, Ceuta y Valladolid, a los que dedicó magníficas composiciones. Los principales poemarios de esta etapa son «Poemas a Valladolid» (1983), Paisajes de Benasque (Canto de amor y de recuerdo) (1984), inédito; las series de «Ceuta y el corazón», de la antología Ceuta y sus Poetas (1987) y Mirando al otro allí (1988).
Como narrador escribió dos novelas cortas: Ha caído una piedra en el estanque (1960), hoy inédita, sobre la lucha de un joven por huir de las presiones familiares y encontrar su camino en la vida, y Unos de por ahí (1964), ambientada sobre todo en las ciudades del norte de África que frecuentó el autor, en el momento del final de los protectorados español y francés. En ella, a través de unos personajes itinerantes que intentan ganarse la vida con distintos oficios, presenta el mundo del contrabando a través del Estrecho, el de los feriantes o el de los pescadores, en un interesante retrato de la sociedad de aquella época. 
Pero sobre todo escribió numerosos cuentos que, con gran riqueza de técnicas narrativas, siempre se centran en alguna experiencia humana. A través de un amplísimo abanico de personajes admirablemente representados mediante sus pensamientos, acciones y lenguaje, fue plasmando los cambios de la sociedad de su entorno en cada momento de su vida. Estos cuentos que fueron apareciendo en revistas y periódicos (de ahí la brevedad de muchos de ellos), o que recibieron premios en concursos literarios, en su mayoría se recopilaron en los siguientes libros: Esos que pasan. Y la Muerte (1961), Se necesita un doble (1967) y El hecho de vivir: Relatos, (1977).
Como dramaturgo, Alonso Alcalde obtuvo el premio Lope de Vega de Teatro en 1972 con Solos en esta tierra, que con elementos del teatro del absurdo reflexiona sobre la posibilidad de entendimiento entre los dos únicos supervivientes de una guerra que ha destruido el mundo, y que pertenecen a los dos ejércitos enemigos.
Aunque la afición dramática de Alonso Alcalde fue prematura y siendo universitario ya escribió algunas piezas de teatro, su consagración como dramaturgo no se dio hasta 1959 al ganar el premio Ateneo de Madrid con El agua en las manos, que se representó en varias salas y en 1970 se emitió en la Primera Cadena de Televisión Española, en «Sesión de Noche», en el espacio «Pequeño Estudio». 
Escribió numerosas obras tomando varios recursos del nuevo teatro, entre las que cabe destacar, además de las ya citadas, Los héroes sí mueren (1966), Historia de Romanos (1966), ambientada en la época de la Conjuración de Catilina, Y no llegó la paz (1966), Golpe de estado año 2000 (1969), en la que trabajó una joven Carmen Maura, y Los felices años 80 (1982).
Manuel Alonso Alcalde también cultivó la literatura infantil, pensando primero en sus hijos y más tarde en sus nietos, y ha dejado un conjunto de cuentos y de piezas teatrales de gran fantasía y originalidad, que destacan por la perfección con la que están representados los personajes y los ambientes 

## Obras
Poesía
- 1941: Los mineros celestiales, Albor: Cuaderno de poesía, Pamplona, 8, mayo.
- 1948: Hoguera viva, Valladolid, Tipografía Cuesta. Colección Halcón, n.º 12.
- 1960: Ceuta del mar, Ceuta, Instituto Nacional de Enseñanza Media.
- 1964: Antología íntima (1961-1962), Madrid, [Taurus Osca].
- 1965: Encuentro, Ceuta, Instituto Nacional de Enseñanza Media.
- 1984: Paisajes de Benasque (Canto de amor y de recuerdo)-1984-. Inédito.
- 1987: «Ceuta y el Corazón. (Poesía 1960-1980)», en Ceuta y sus Poetas: antología poética n.º 1: Manuel Alonso Alcalde, José María Arévalo, Luis López Anglada, ed. José Luis González Hidalgo, Ceuta, Caja de Ahorros y Monte de Piedad de Ceuta.
- 1988: Mirando al otro allí, Madrid, Rialp. Colección Adonais, n.º 455.

Novela
- 1960: Ha caído una piedra en el estanque. Inédita. Premio Sésamo de Novela corta 1960.
- 1966: Unos de por ahí, Madrid, Barcelona, LNP. Reeditada en 1970, Madrid, Alfaguara. Premio Ateneo de Valladolid de Novela Corta 1964.

Cuentos
- Libros de cuentos
- 1961: Esos que pasan. Y la Muerte, Barcelona, Rocas.
- 1967: Se necesita un doble, Madrid, Editora Nacional.
- 1977: El hecho de vivir: Relatos, Madrid, Ediciones del Centro.

- Cuentos traducidos a otros idiomas
- «Juzgado de paz» traducido al francés en Cahiers de poétique et de poésie ibérique et latino américaine, Nanterre, Université de Paris X, juin, 1978, n.º 6. pp. 106-112.
- «Temporal de Levante» y «Garabito» traducidos al búlgaro en Ispanski morski noveli [Cuentos españoles sobre el mar], Rumen Stoyanov (ed.), Varna, Georgi Bakalov, 1981, 235 p., pp. 30-42.
- «Juzgado de Paz» y «El último de Filipinas» traducidos al ruso en Ispanskaja novella 70-e godb. Perevod s ispanskogo, katalanskogo, galisiiskogo. Moskva, Raduga, 1982. [Novela española de los años 70. Traducida del español, catalán, gallego. Moscú, Raduga, 1982]. 400 p., pp. 273-285.

- Cuentos infantiles
- 1970: Cuentos y más cuentos, Madrid, Doncel.
- 1989: Cómprame un caballo, Madrid, Ediciones Paulinas.
- 1990: V-X 5, antes Mostacilla. La cabaña de la noche, León, Everest.

Teatro
- 1959: «El agua en las manos». Premio de Teatro del Ateneo de Madrid en 1959. Representada en el Ateneo de Madrid en 1961 y emitida por Televisión Española en «Sesión de Noche», en el espacio «Pequeño teatro». Publicada en La Estafeta Literaria, Madrid, 174, 1, agosto, 1959, y en El agua en las manos. Golpe de estado año 2000. Madrid, Escelicer, 1972
- 1966: Los héroes sí mueren. Inédita. Premio Carlos Lemos de Barcelona, 1966. Estrenada en el teatro Windsor de Barcelona en 1967.
- 1966: Historia de Romanos, Inédita. Premio Ciudad de Barcelona en 1966.
- 1966: «Y no llegó la paz». Accésit del Premio Lope de Vega en 1966. Premio Internacional «Ciudad de Montevideo» en 1969. Se incorporó a la programación de la Compañía Nacional Uruguaya de teatro. En Vallejo González, Irene (ed.), Alonso Alcalde, Manuel, Y no llegó la paz; Salom, Jaime, Los delfines, Madrid, Asociación de Directores de Escena de España, 2007, Colección Premios Lope de Vega n.º 8, pp. 9-24.
- 1969: «Golpe de estado año 2000». Estrenada ese año en el Ateneo de Madrid. En El agua en las manos. Golpe de estado año 2000. Madrid, Escelicer, 1972
- 1976: La orilla gris del Rubicón. Inédita. Premio José Mª Pemán de Cádiz.
- 1972: «Solos en esta tierra», Premio Lope de Vega de Teatro en 1972, en Campos Setién, José María de (ed.), Manuel Alonso Alcalde, poeta, narrador y dramaturgo, Valladolid, Institución Cultural Simancas, 1983, pp. 239-306. Representada en el Teatro Lope de Vega de Sevilla, el 25 de enero de 1978; en el Centro Cultural de la Villa de Madrid el 3 de octubre de 1978 y, en versión catalana, en el Orfeó Gracienc de Barcelona el 13 de diciembre de 1980.
- 1982: Los felices años 80. Inédita. Premiada en el Concurso de obras No representadas, convocado en 1982, por la Asociación de Amigos del Real Coliseo de Carlos III. Representada en 1983 en San Lorenzo del Escorial por la Compañía del Real Coliseo.
- 1988: «El señor patricio tiene la palabra». Mención honorífica en el Concurso de teatro Esperante convocado por la Northeastern Illinois University, en Teatro esperante, v. 2, San José de Costa Rica, Editorial Universitaria Centroamericana (EDUCA), 1990, pp. 11-61.

- Teatro infantil
- 1976: El país sin risa y cuatro piezas más, Madrid, Doncel.
- 1989: El país sin risa. El héroe, Valladolid, Caja de Ahorros Popular.
- 1989: «La batalla», Boletín Informativo de la Asociación Española de Teatro para la Infancia y la Juventud, n.º 46, pp. 1-16, Madrid, AETIJ; Biblioteca Virtual Miguel de Cervantes,